# L'Oracle (film)
Pour la bande dessinée, voir L'Oracle.
Pour plus de détails, voir Fiche technique et Distribution.
L'Oracle (Der Medicus ou The Physician) est un film d'aventure allemand de Philipp Stölzl sorti en 2013. 

## Synopsis
Londres, début du XIe siècle. Le jeune Rob Cole découvre à la disparition de sa mère qu’il possède un don particulier lui permettant de ressentir par le toucher l’imminence de la mort. Seul et sans ressource, c’est auprès d’un barbier ambulant qu’il découvre l’art de guérir. Se jurant de devenir médecin et de vaincre la mort elle-même, il décide de se rendre en Perse afin d’étudier auprès du « prince des savants », Avicenne.

## Fiche technique
- Titre original : Der Medicus
- Titre anglais : The Physician
- Titre français : L'Oracle
- Réalisation : Philipp Stölzl
- Scénario : Jan Berger (en) d'après Le Médecin d'Ispahan de Noah Gordon
- Direction artistique : Udo Kramer
- Décors : Stefan Hauck, Samuel Jaeger, Anja Müller, Aziz Rafiq et Stefan Speth
- Costumes : Thomas Oláh
- Maquillage : Heike Merker
- Montage : Sven Budelmann
- Musique : Ingo Frenzel (de)
- Photographie : Hagen Bogdanski
- Son :
- Production : Wolf Bauer (de) et Nico Hofmann (de)
- Sociétés de production : ARD, Beta Film et UFA
- Sociétés de distribution :  Universal Pictures,  Condor Entertainment
- Pays de production :  Allemagne
- Budget :
- Langue : Anglais
- Durée : 150 minutes
- Format :
- Genre : Film d'aventure
- Dates de sortie : 
  - Allemagne : 25 décembre 2013
  - France : 4 janvier 2016 (sorti directement en vidéo)

## Distribution
- Tom Payne (VF : Adrien Solis) : Rob Cole
- Stellan Skarsgård (VFB : Martin Spinhayer) : Barber
- Emma Rigby (VFB : Maïa Baran) : Rebecca
- Olivier Martinez (VFB : Nicolas Matthys) : Shah Ala ad Daula
- Elyas M'Barek : Karim
- Farhi Yardim (VFB : Franck Dacquin) : Davout Hossein
- Makram Khoury : Imam
- Michael Marcus (VFB : Pierre Le Bec) : Mirdin
- Ben Kingsley (VFB : Robert Guilmard) : Avicenne ou Ibn Sina
- Emil Marwa (en) (VFB : Erwin Grünspan) : Tuveh Ben Meir
- Martin Hancock (en) : Merlin
- Lais Benjamin Campos (VFB : Julie Basecqz) : Anne Cole à 4 ans
- Sahin Eryilmaz (de) (VFB : Alain Eloy) : Hakim

 Source et légende : version française (VF) sur RS Doublage et selon le carton du doublage français sur le DVD zone 2.